# Claudia Aravena
Claudia Aravena Abughosh (Santiago de Chile, 21 de octubre de 1968) es una artista visual, curadora, cortometrajista y catedrática chilena que ha incursionado principalmente en el arte contemporáneo.

## Vida y obra
Cursa estudios de Diseño Gráfico en la Universidad ARCIS, que posteriormente complementaría con un título de Comunicadora Audiovisual en el Instituto ARCOS, y un Máster en Estudios Culturales en la Universidad ARCIS. Algunos de sus trabajos se enmarcan dentro del arte urbano y el media art a través de instalaciones, fotografía y propuestas audiovisuales, donde la ciudad toma un rol fundamental como eje temático central, además de lo autobiográfico y la fusión identitaria de culturas.

### Exposiciones y distinciones
Ha participado en varias exposiciones individuales y colectivas durante su carrera, entre ellas la Bienal de Arte de La Habana (2009), VI y VII Bienal de Video y Nuevos Medios de Santiago (2007) y la I Trienal de Chile (2009) en el Museo de Arte Contemporáneo de Santiago, además de las muestras Handle with Care (2007) en la misma institución, La operación verdad, o la verdad de la operación, exposición colectiva en el Museo de la Solidaridad Salvador Allende (2010), Circa Berlin en el Nikolaj Contemporary Art Center de Copenhague (2005), From the Other Site/Side en el Museo de Arte Contemporáneo de Seúl (2006), Video-Forum, NBK en el Museo Tamayo Arte Contemporáneo de Ciudad de México (2006), entre otras exposiciones en Chile, América Latina, Europa y Asia.
Además, ha participado en varios festivales internacionales de cine, entre los que se encuentran el International Documentary Film Fest en París, el Palermo International Video Art Festival en Italia, el International Documentary Film Festival of Leipzig en Alemania, el IX International Documentary Film Festival en Lisboa, entre otros.
El año 2002 recibió una nominación al Premio Altazor de las Artes Nacionales en la categoría instalación y videoarte por Lugar común en coautoría con Guillermo Cifuentes.